# (18121) Konovalenko
(18121) Konovalenko est un astéroïde de la ceinture principale.

## Description
(18121) Konovalenko est un astéroïde de la ceinture principale. Il fut découvert le 4 juillet 2000 à la station Anderson Mesa par le programme LONEOS. Il présente une orbite caractérisée par un demi-grand axe de 3,23 UA, une excentricité de 0,23 et une inclinaison de 1,0° par rapport à l'écliptique.

## Compléments